# Eugene Jerome Hainer
Eugene Jerome Hainer (* 16. August 1851 in Pécs, Ungarn; † 17. März 1929 in Omaha, Nebraska) war ein US-amerikanischer Politiker. Zwischen 1893 und 1897 vertrat er den vierten Wahlbezirk des Bundesstaates Nebraska im US-Repräsentantenhaus.

## Werdegang
Im Jahr 1854 kam Eugene Hainer mit seinen Eltern in die Vereinigten Staaten. Die Familie ließ sich zunächst in Columbia (Missouri) nieder. Im Jahr 1861 zogen sie nach New Buda in Iowa weiter. Eugene verbrachte bis 1873 einen Teil seiner Jugend auf einer Farm bei Garden Grove. Er besuchte die öffentlichen Schulen im Decatur County und das Iowa Agricultural College. Nach einem anschließenden Jurastudium am Simpson Centenary College und seiner im Jahr 1876 erfolgten Zulassung als Rechtsanwalt begann er in Aurora (Nebraska) in seinem neuen Beruf zu arbeiten. Außerdem stieg er in das Bankgeschäft ein und betrieb in Nebraska einige Molkereien.
Hainer wurde Mitglied der Republikanischen Partei. Als deren Kandidat wurde er 1892 im neugeschaffenen vierten Wahlbezirk von Nebraska in das US-Repräsentantenhaus gewählt. Nach einer Wiederwahl im Jahr 1894 konnte Hainer sein Mandat im Kongress zwischen dem 4. März 1893 und dem 3. März 1897 ausüben. Bei den Kongresswahlen des Jahres 1896 unterlag er William Ledyard Stark von der Populist Party. Nach dem Ende seiner politischen Tätigkeit arbeitete Hainer wieder als Rechtsanwalt in Aurora. Im Jahr 1904 verlegte er seinen Wohnsitz und seine Praxis nach Lincoln, die Hauptstadt Nebraskas. Im Juli 1928 zog er sich in den Ruhestand zurück, den er in Omaha verbrachte, wo er am 17. März 1929 verstarb.